# 圣玛加利大圣殿

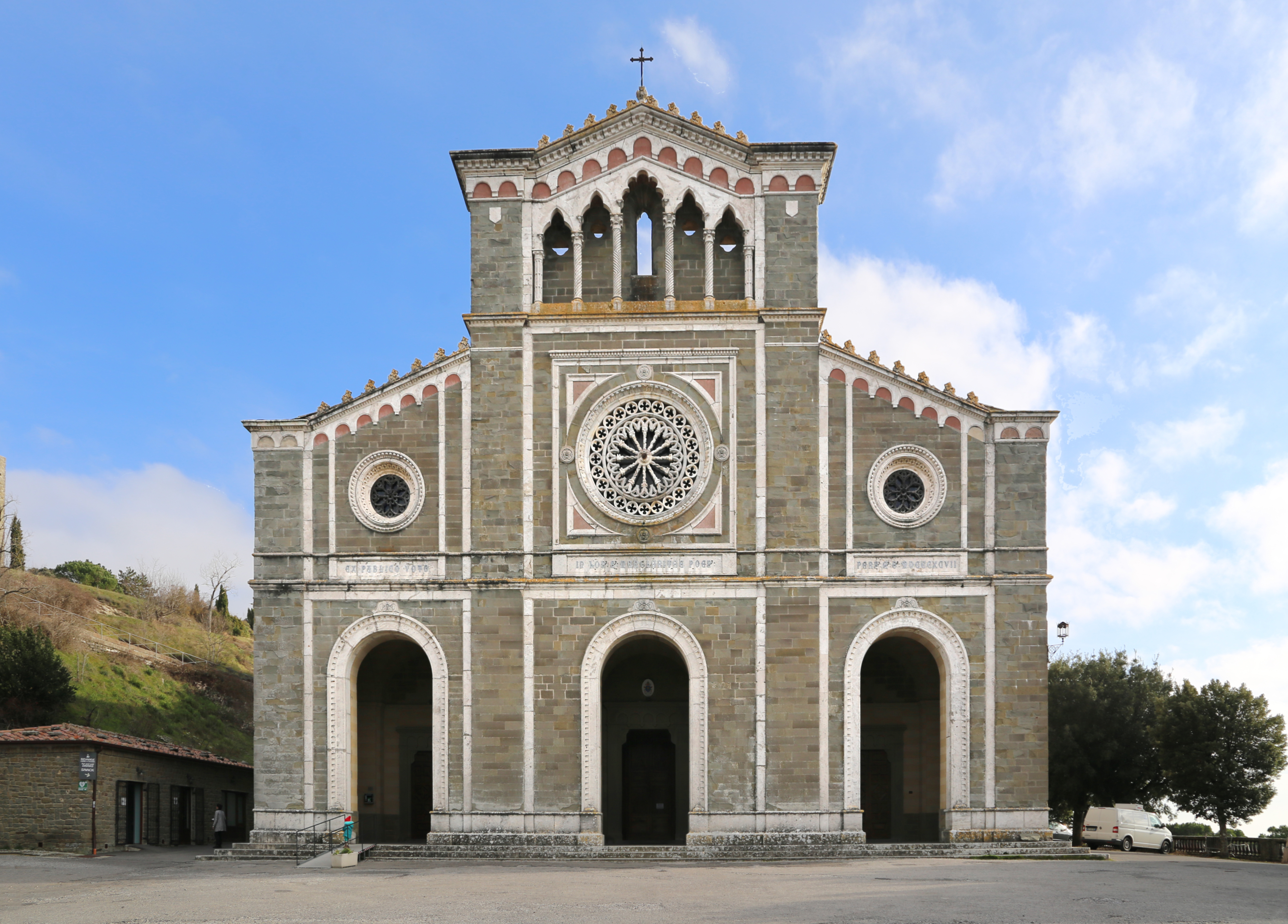
立面

圣玛加利大圣殿是一座罗马天主教 教堂，位于意大利托斯卡纳小城科尔托纳 城外，美第奇堡垒下方的一座小山上，桑图奇街和圣玛加利大街的交汇处，新哥特式,供奉当地的圣人科尔托纳的玛加利大。
该堂起源于11 世纪，由嘉玛道理会修士建造，供奉圣巴西略。在 1258 年阿雷佐围城期间，教堂和相邻的修道院被毁，1288 年由科尔托纳的玛加利大重建，供奉圣巴西略、埃吉迪乌斯 (Egidius) 和亚历山大的加大肋纳。当时该堂只有 15 米长，毗邻圣巴西略小堂。1297 年，玛加利大在老教堂后面的一个房间里去世，她在那里度过了生命的最后几年。这个房间大致相当于现在的中殿左侧第三座祭坛。她被埋葬在圣巴西略堂的墙上。到 1330 年，科尔托纳人建造了一座较大的教堂，长30米，由乔瓦尼·皮萨诺 设计，部分原因是为了存放她的圣髑，圣髑于 1456 年受人供奉。旧教堂成为新建筑中殿的一部分。圣人于 1728 年封圣。  
该堂湿壁画的残片是彼得罗·洛伦泽蒂的作品，现藏于教区博物馆。其他 14 世纪的湿壁画，例如巴尔纳·达·锡耶纳的湿壁画已经消失。许多曾经在该堂内的油画已经失散或移走。
1738 年和 1874-1878 年，该堂进行了重大扩建和重建；只有咏经席、以及中殿的第二个和第三个拱顶，还保留原物。现在的哥特复兴式建筑风格的教堂是恩里科·普雷斯蒂和马里亚诺·法尔奇尼的作品。立面由多梅尼科·米里 (1856-1939) 设计，由朱塞佩·卡斯特卢奇完成。
耳堂左侧的富丽堂皇的大理石陵墓是锡耶纳工坊的作品，正祭台的盛放圣人圣髑的银质棺材（1774 年）由皮埃特罗设计。  原来的大型祭坛画是卢卡 西诺莱利的《下十字架》，现藏于教区博物馆。 右侧壁龛中的圣人大理石雕像 (1781年) ，由文琴佐·帕切蒂雕刻。 
右侧第二祭坛的祭坛画《圣母和匈牙利的圣伊利沙伯》，作者是雅各布·达·恩波利。 在右边的祭坛上有一个 13 世纪的木制十字苦像，最初来自科尔托纳的圣方济各堂。据说圣玛加利大在这个苦像前祈祷。右侧墙上有驻扎在科尔托纳的马耳他骑士团捐赠的圣髑和缴获的旗帜。 在中殿左侧，有一座很大的小堂，纪念战争中阵亡的科尔托纳人，湿壁画由奥斯瓦尔多·比尼亚米绘制。左侧第一祭坛的祭坛画《图卢兹的圣路易、方济各、多明我和玛加利大》，作者是弗朗切斯科·瓦尼 。 第二个祭坛有一幅彼得罗·詹诺蒂的画作《屠杀无辜者》。 
1927 年,该堂升格为宗座圣殿。教堂后面是钟楼（1650 年）和方济会修道院。